# Louis của Pháp, Tiểu Trữ quân
Louis của Pháp, Công tước xứ Bourgogne (16 tháng 8 năm 1682 – 18 tháng 2 năm 1712) là con trưởng của Louis, Dauphin của Pháp và Maria Anna của Bavaria. Louis từng nhận tước hiệu Dauphin nước Pháp (thái tử Pháp) từ tháng 4 năm 1711 với tư cách là cháu trai của vua Louis XIV trị vì của Pháp nhưng lại yểu mệnh qua đời trước cả ông nội. Người con trai duy nhất còn sống đến tuổi trường thành của ông sau này trở thành vua Louis XV của Pháp.
Ông là anh trai của Vương tử Philipp, Công tước xứ Anjou, người trở thành vua Tây Ban Nha sau cái chết không con của Carlos II với vương hiệu Felipe V và là tổ tiên của tất cả các dòng Bourbon cai trị ở Tây Ban Nha, Công quốc Parma và Vương quốc Hai Sicilia.

## Đầu đời và giáo dục

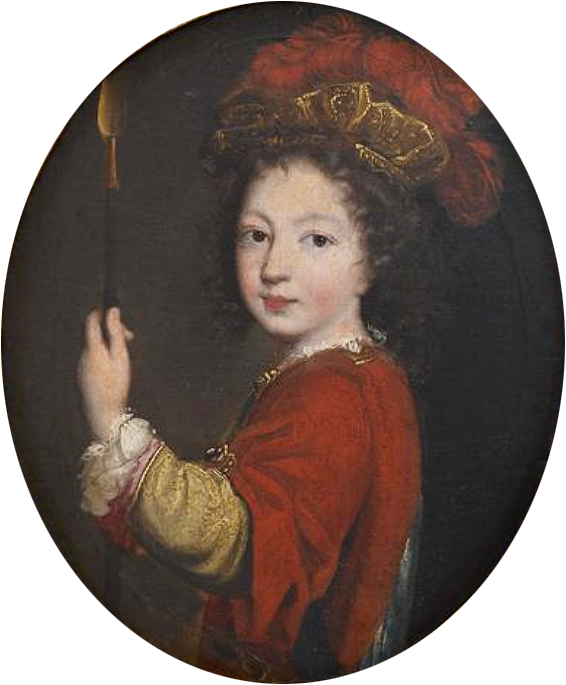
Louis khi còn nhỏ.

Louis sinh vào ngày 16 tháng 8 năm 1682 tại Versailles, Điện vương thất Pháp dười thời trị vì của ông nội, vua Louis XIV của Pháp. Cha ông là Louis, Đại Trữ quân—con trai trưởng của vua Louis XIV và vương hậu María Teresa của Tây Ban Nha. Mẹ ông là Maria Anna của Bavaria—con gái trưởng của Maximilian I, Tuyển hầu tước xứ Bavaria và là cháu ngoại của Ferdinand II, Hoàng đế La Mã Thần thánh. Là con trai của Dauphin nước Pháp, Louis nhận được danh hiệu Vương tử Pháp (Fils de France) với tôn xưng Altesse Royale (Điện Hạ) từ khi chào đời, tước hiệu đầy đủ của Louis trong tiếng Pháp khi đó là Son Altesse Royale le Prince Louis de France, Duc de Bourgogne (Vương tôn Louis của Pháp Điện hạ, Công tước xứ Bourgogne). Khi sinh ra Louis đứng thứ hai trong hàng kế vị ngai vàng Pháp, ông là người đầu tiên trong vương gia Pháp được hạ sinh tại Cung điện Versailles. Louis thường được gia đinh gọi với cái tên "Petit Dauphin" hay tiểu thái tôn trong suốt cuộc đời để phân biệt với cha ông, người cũng có cùng tên [Louis]. Vào ngày 18 tháng 1 năm 1687, ông được rửa tội bởi Giám mục Orléans trong nhà nguyện hoàng gia riêng của Cung điện Versailles, cha mẹ đỡ đầu của ông là Elizabeth Charlotte của Bavaria và ông nội, vua Louis XIV. Louis lớn lên cùng với hai người em trai là Philip, Công tước của Anjou—sau này trở thành vua của Tây Ban Nha và Charles, Công tước Berry dưới sự giám sát của quý bà Louise de Prie. Năm 15 tuổi, ông kết hôn với người chị họ thứ hai, Công chúa Marie-Adélaïde xứ Savoy, con gái của Victor Amadeus II của Sardinia và Anne Marie d'Orléans, hôn lễ diễn ra vào ngày 7 tháng 12 năm 1697 tại Cung điện Versailles, trong cuộc hôn nhân này đã đánh dấu kết thúc các cuộc xung đột Pháp-Savoyard trong Chiến tranh Chín năm và thiết lập hòa bình giữa hai cường quốc.

## Quân sự và chính trị

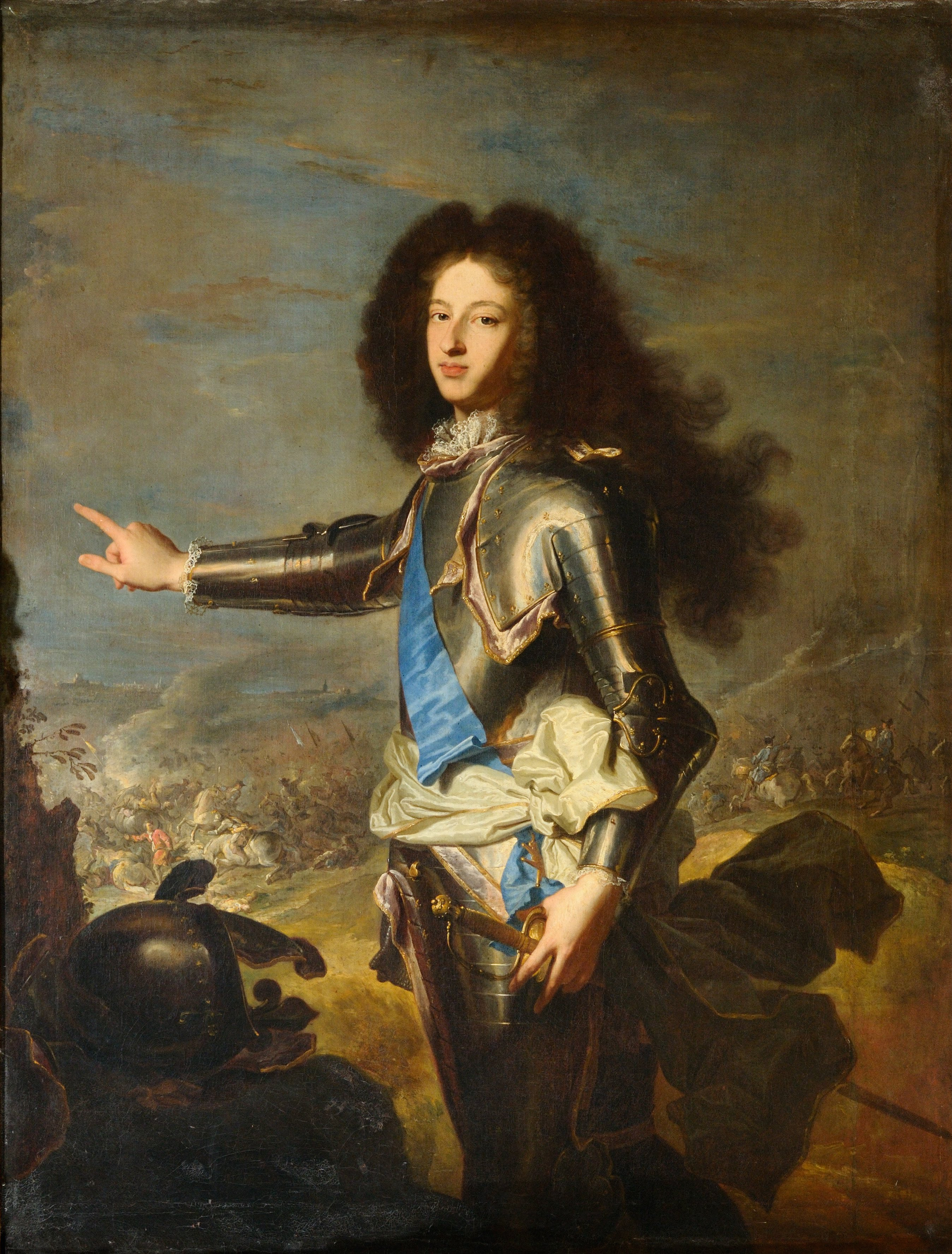
Louis trong bộ giáp, chân dung bởi Hyacinthe Rigaud.

Năm 1702, ở tuổi 20, Louis được ông nội cho phép gia nhập Conseil d'en haut (Hội đồng cấp cao Pháp). Trong Chiến tranh Kế vị Tây Ban Nha, Louis được trao quyền chỉ huy quân đội cùng với Louis Joseph, Công tước xứ Vendôme ở Flanders. Sau khi thất bại ở Trận Oudenarde khiến cho quân Đồng minh đã thực hiện các cuộc xâm lược đầu tiên của họ vào đất Pháp, Louis không còn được giao nhiện vụ quân sự nào nữa. Louis bị ảnh hưởng bởi những người dévots, một số các quan lại và quý tộc xung quanh ông đã dần hình thành tư tưởng nhà nước Quân chủ lập hiến, những người như Louis de Rouvroy, Công tước Saint-Simon, Paul de Beauvilliers, Công tước Saint-Aignan và Charles Honoré. d'Albert, Công tước Chevreuse đã cố gắng tìm cách cải cách nền Quân chủ chuyên chế ở Pháp. Quan điểm của họ là chính phủ nên làm việc thông qua các hội đồng và các cơ quan trung gian giữa nhà vua và người dân, những người tự coi mình là đại diện của nhân dân sẽ hỗ trợ nhà vua trong việc điều hành và thực thi quyền lực. Song, những người này đã hy vọng một nhà nước mới như vậy sẽ được thực thi và áp dụng khi Louis lên ngôi. Và hình thức nhà nước này cuối cùng cũng được áp dụng trong một thời gian ngắn với tên gọi Polysynody bởi Philippe II xứ Orléans dưới thời kỳ nhiếp chính cho vua Pháp tương lai sau này Louis XV, nhưng việc thiếu cẩn trọng của các nhà quý tộc Pháp khiến cho hệ thống chính trị này sớm bị loại bỏ vào năm 1718 để quay trở lại chế độ quân chủ tuyệt đối. Tháng 4 năm 1711, cha ông, Louis, Dauphin của Pháp qua đời vì bệnh đậu mùa. Louis từ đó trở thành người thừa kế ngai vàng, và do đó được gọi là Son Altesse Royale Louis, Dauphin de France, tức [Louis, Dauphin của Pháp Điện hạ] cho đến khi ông qua đời.

## Qua đời
Sau khi Louis trở thành Dauphin nước Pháp vào năm 1711. Một năm sau, tháng 2 năm 1712, vợ của ông, Maria Adelaide của Savoy mắc bệnh sởi và qua đời vào ngày 12 tháng 2, đây là thời kỳ bùng phát của bệnh sởi và đậu mùa trên khắp châu âu. Louis mắc phải bệnh sởi, đây có lẽ là vì ông đã ở bên cạnh vợ trong suốt khoảng thời gian bà bị nhiễm bệnh cho đến khi qua đời vì vậy chỉ sáu ngày sau ông cũng mất vì căn bệnh này, hai người con trai của ông cũng bị nhiễm bệnh và con trai lớn của ông, Công tước xứ Brittany đã qua đời vào ngày 8 tháng 3 khi mới năm tuổi, con trai nhỏ của ông, Công tước xứ Anjou, sau này kế thừa vương vị của ông cố với vương hiệu Louis XV của Pháp.
- Louis, Công tước xứ Brittany (25 tháng 6 năm 1704 – 13 tháng 4 năm 1705) qua đời do cơn co giật.

- Louis, Công tước xứ Brittany (8 tháng 1 năm 1707 – 8 tháng 3 năm 1712) qua đời do bệnh sởi.

- Louis XV của Pháp (15 tháng 2 năm 1710 – 10 tháng 5 năm 1774) ban đầu đính hôn với Mariana Victoria của Tây Ban Nha, kết hôn với Marie Leszczyńska và có con; qua đời do bệnh đậu mùa.

Ngoài ra, Hầu tước Philippe de Courcillon de Dangeau, hiệp sĩ danh dự của Maria Adelaide, vợ của Louis ghi lại trong nhật ký rằng Công tước phu nhân xứ Bourgogne từng bị sẩy thai hai lần, một lần vào ngày 7 tháng 5 năm 1703 và một lần nữa vào ngày 23 tháng 4 năm 1708.

## Danh hiệu, huy hiệu

### Danh hiệu và tước vị
- Ngày 16 tháng 8 năm 1682 –  14 tháng 4 năm 1711: Điện hạ Vương tôn Louis của Pháp, Công tước xứ Bourgogne
- Ngày 14 tháng 4 năm 1711 – 18 tháng 2 năm 1712: Điện hạ Dauphin nước Pháp

### Huy hiệu
| Huy hiệu của Louis khi là Công tước xứ Bourgogne | Huy hiệu của Louis khi là Dauphin nước Pháp |